# Harsiesis hecaerge
Harsiesis hecaerge är en fjärilsart som beskrevs av William Chapman Hewitson 1863. Harsiesis hecaerge ingår i släktet Harsiesis och familjen praktfjärilar. Inga underarter finns listade i Catalogue of Life.

## Bildgalleri

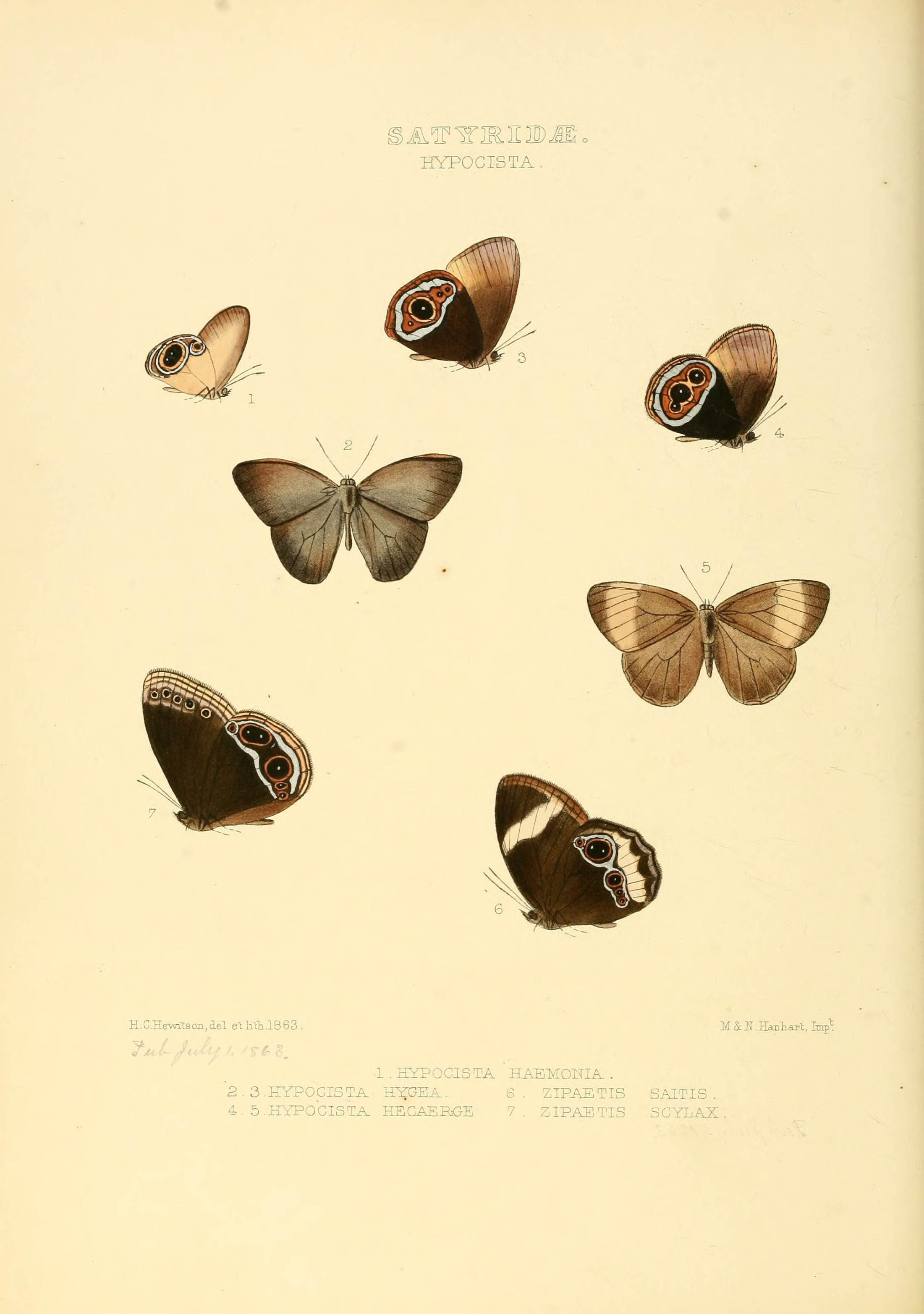